# История Белгородской области

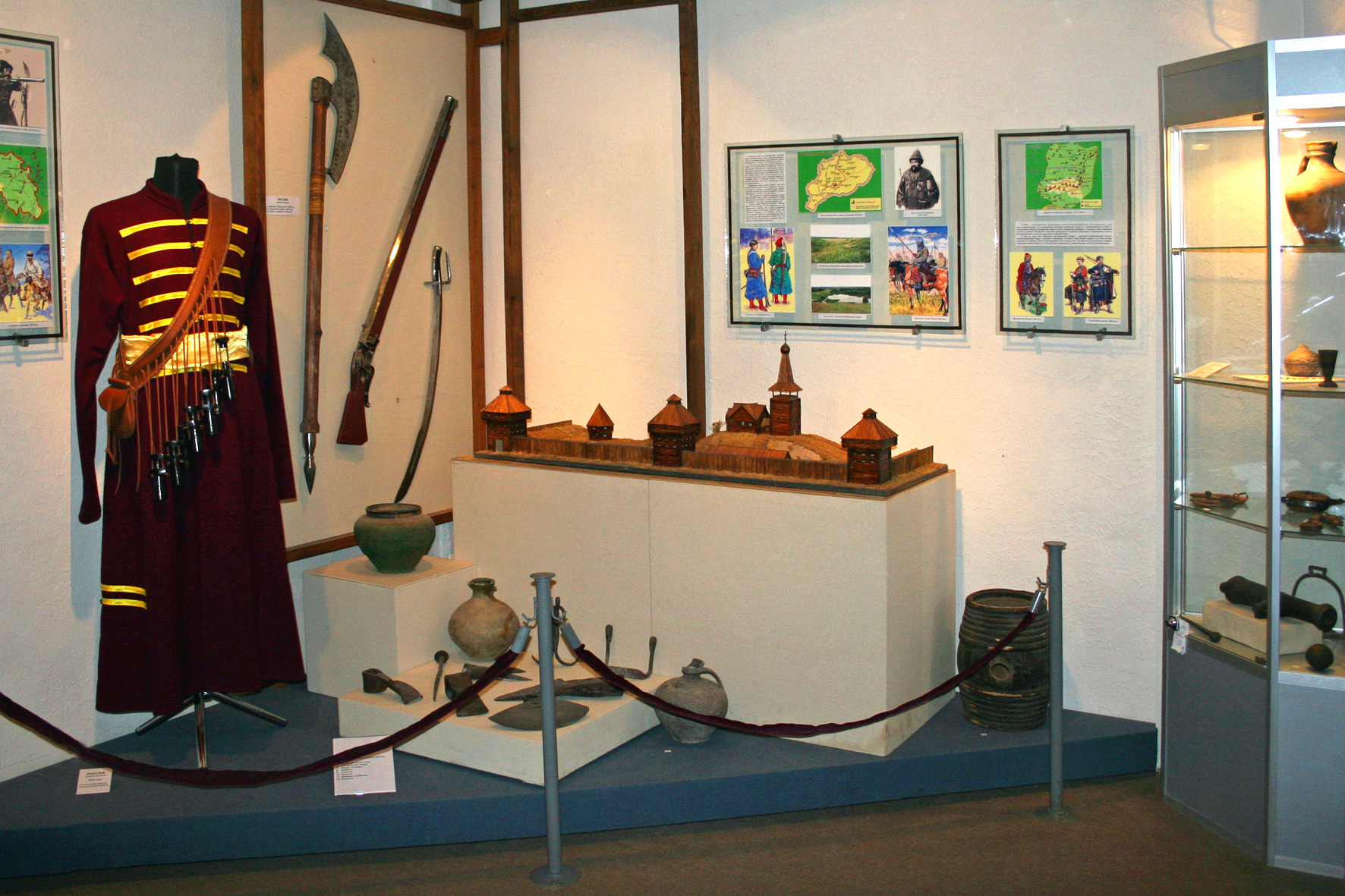
Фрагмент экспозиции Шебекинского историко-художественного музея

История Белгородской области — исследование и описание истории территории, на которой располагается Белгородская область.
Белгородская земля впитала культуру многих древних народов: от железного века до современности. Наиболее яркие эпизоды связаны со скифами и сарматами, аланами и Киевской Русью, Великим княжеством Литовским и временами Белгородской засечной черты, а также крупнейшим танковым сражением на Прохоровском поле.

## Древняя история
К эпохе палеолита относятся кремнёвые орудия с реки Тихая Сосна вблизи города Алексеевка, с дюнных стоянок в окрестностях села Шелаево, обломок ножевидной пластины прозрачного кремня из села Дмитриевка, мастерская у села Сабынино, местонахождения расщеплённых кремней Киселёво 1 и 2, кремнёвые мастерские по берегу реки Уразовой: Демино-Александровка I, XII, Герасимовка. Стоянки эпохи мезолита и неолита обнаружены на Шуровой горе около города Грайворона, на Щучьей горе у реки Ворсклы, около сёл Белый Плёс, Шелаево и Герасимовка в бассейне Оскола.
От эпохи бронзы на территории Белгородской области остались курганные захоронения индоевропейских племён катакомбной культуры (Валуйский район).
В эпоху раннего железа здесь жили скифы, от которых также остались курганы. Единственный грунтовый могильник скифского времени найден в Чернянском районе. «Скифоидное» городище железного века расположено на территории Красногвардейского района (Верхняя Покровка).
В раннем средневековье на территории Белгородской области жили оседлые племена салтово-маяцкой культуры. Археологи находят целый ряд аланских крепостей, чьи стены были сложены из кирпичей — например, у села Дмитриевка Шебекинского района (Дмитриевское городище). Значительное аланское укрепление существовало и на месте позднейшей Белгородской крепости. В VIII—X веках местные аланы признавали власть Хазарского каганата.
У образца DA189 (600—1000 гг.) из Белгородской области определили Y-хромосомную гаплогруппу R1b1a1a2-M269 и митохондриальную гаплогруппу J1b4. У образца DA190 из Дмитриевского могильника (Кат.171-п.1, 733 г.) определена митохондриальная гаплогруппа U1a1c1 и Y-хромосомная гаплогруппа G2a1a1-Z6653>G2a-FT61413.
Первыми славянами Белгородчины были северяне, носители роменско-боршевской культуры, оставившие после себя ряд памятников, к примеру, Хотмыжское и Крапивенское городища. Они селились рядом с аланами, привнося в местную культуру свои традиции строительства землянок, земледелия и ткачества. До похода русского князя Олега северяне, как и аланы, платили дань хазарам.
Регион Посемья был покорён Русью в конце X — начале XI века, скорее всего, в 990-х годах, во время восточных походов Владимира Святославича. Все роменские городища Посемья погибли в пожарах.

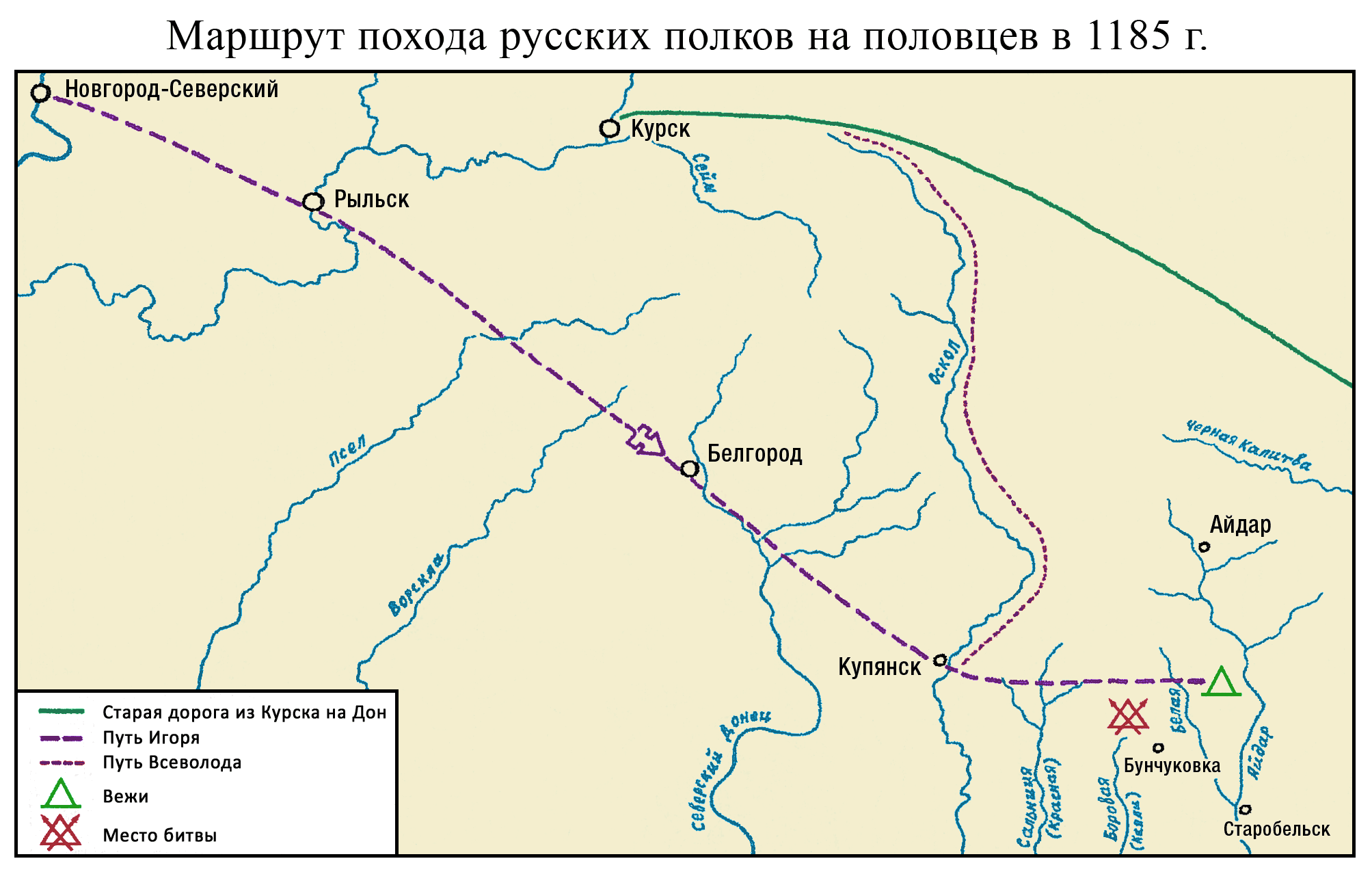
Маршрут похода русских полков на половцев в 1185 г. через Белгород. Версия Б. Рыбакова

В древнерусское время эта территория входила в состав Черниговской земли. Здесь располагалось городище-крепость Холки (Чернянский район), которое, помимо руси, населяли алано-булгары. На территории поселения были выявлены христианские захоронения. В то же время в верховьях Ворсклы находился город Хотмышль. Расцвет жизни переживало и Крапивенское городище. Всё изменилось в XIII столетии, когда монголо-татарское нашествие привело к относительному запустению края. Впрочем, на территории современной области встречены и остатки золотоордынского поселения.
Письменные источники XIV—XV веков («Список русских городов дальних и ближних», «Список городов Свидригайла» 1432 года и ярлыки крымских ханов) сообщают о существовании на территории современной области городов Хотмышль, Милолюбль и Оскол, входивших в состав Великого княжества Литовского.

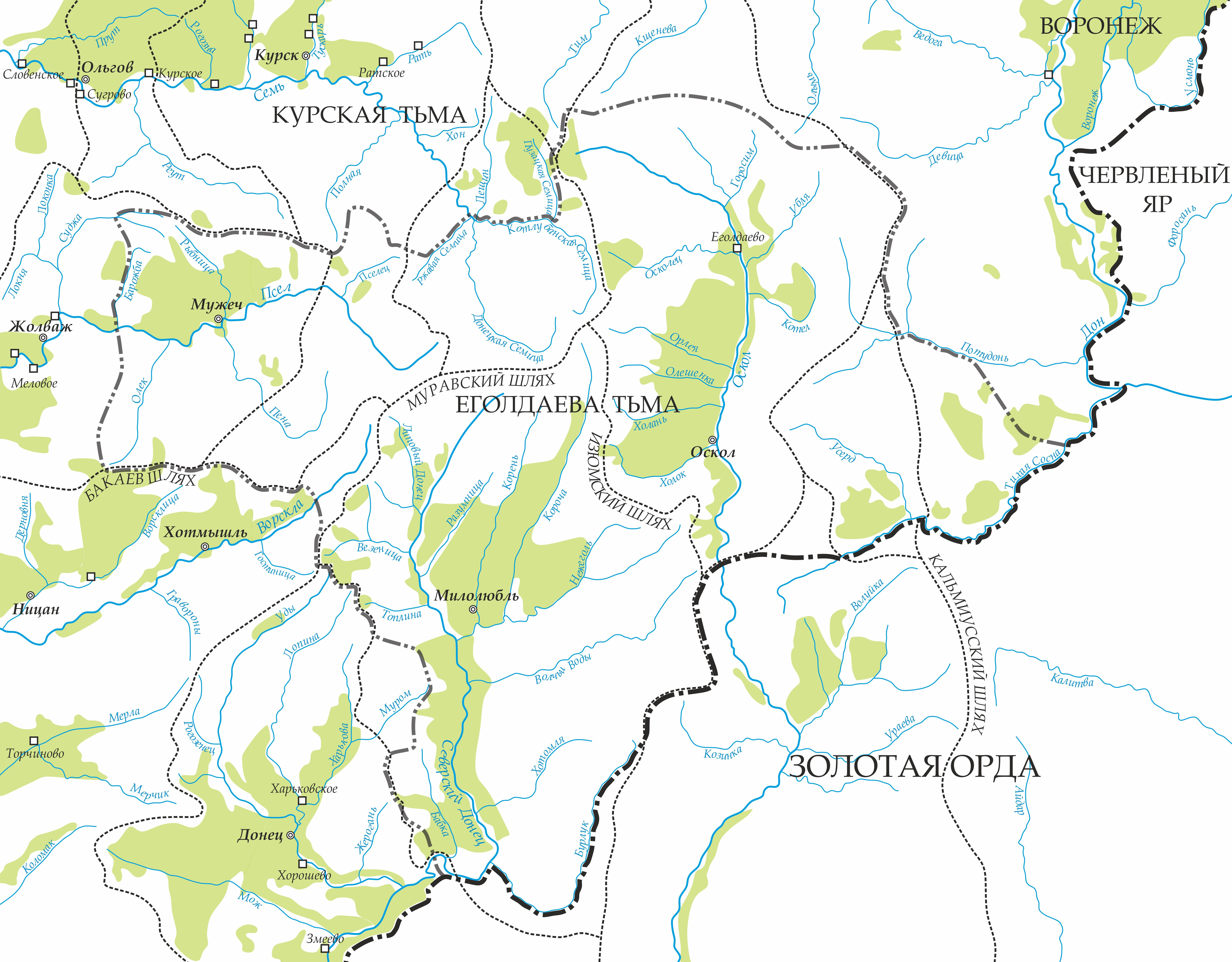
Карта «Еголдаевой тьмы» в XV в.

В XV веке на территории будущей Белгородской области обосновались татары Еголдая. Впоследствии край становится частью так называемого Дикого поля.

## Царское время
С 1500 года территория Белгородской области окончательно (кроме мая-декабря 1918 и ноября 1941 — августа 1943) в составе России. Через эту территорию проходил Муравский шлях, по которому крымские татары и ногайцы совершали набеги на земли центральной России.
В XVI веке здесь было начато сооружение Белгородской черты, на которой были основаны города-крепости Валуйки и Оскол (1593), а также Белгород (1596). Населением этой черты были т. н. оскольские казаки, которых относили к донским казакам.

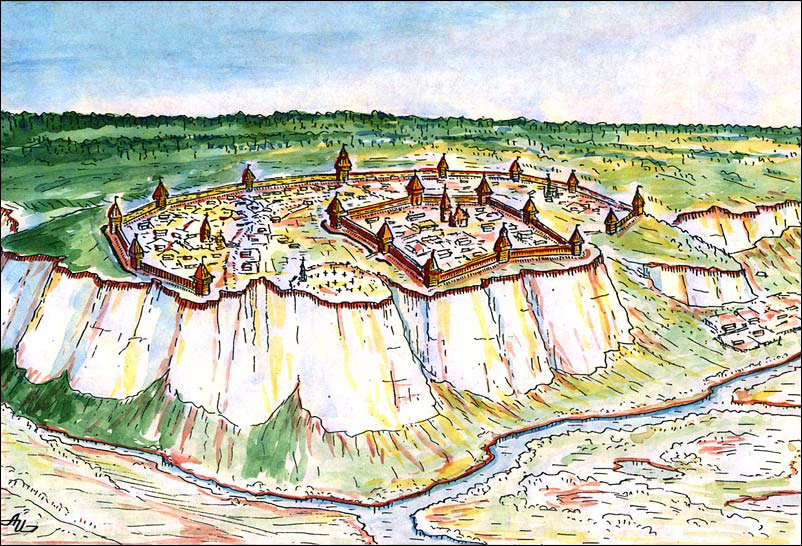
Белгородская крепость в XVII веке

С построением Белгородской черты в 1640-х годах возникла необходимость управления большой территорией, важной в военном отношении. В 1658 году был учреждён Белгородский разряд (чаще называемый Белгородским полком), как военно-административная единица, объединяющая несколько уездов. В Белгороде была создана окружная канцелярия — Белгородская разрядная приказная изба. Воевода Белгородского разряда также возглавлял и Белгородский полк. В случае военной опасности под его команду должны были также сходиться со своими отрядами воеводы Орла, Тулы, Ельца. Таким образом, Белгородский разряд территориально и административно охватывал всю Слобожанщину, то есть полностью или частично нынешние Орловскую, Курскую, Белгородскую, Сумскую, Харьковскую и Воронежскую области. Общая численность Белгородского разрядного полка временами колебалась от 19 тыс. до 30 тыс. воинов. В конце 1650-х годов из Белгородского разряда был выделен Севский разряд или Северский разряд — военно-административное территориальное образование (разряд) Русского царства с военно-административным центром в городе Севск.
Централизация государства способствовала реорганизации жизни местного населения, исчезновению казацкого самоуправления и переход местной власти в руки московских воевод и детей боярских. В 1667 году учреждается Белгородская епархия. В 1680 году Белгородчина испытала набег крымско-ногайского конного отряда, в результате которого погибло или пропало без вести около 1000 человек
За подвиги в битве под Полтавой Пётр I пожаловал воинам Большого Белгородского полка знамя.

Знамя Белгородского пехотного полка 1712 г.

В 1708—1727 годах территория современной Белгородской области входила в Киевскую и Азовскую губернии. В 1727 была образована Белгородская губерния, которая просуществовала до 1779 года. Она занимала земли не только современной Белгородской области, но и территории нынешних Курской, Орловской, частично Брянской и Харьковской областей (в частности, Чугуев). Имела губерния и свой герб, который теперь является гербом Белгородской области. В 1775—1779 годах территория Белгородской губернии была разделена между новообразованными губерниями и наместничествами, а сама губерния была упразднена. Белгородская область, в том числе город Белгород, вошла в состав Курского наместничества, а затем Курской губернии.
С ослаблением Крымского ханства территория Белгородской области превращается в аграрную провинцию России. Здесь развивается помещичье землевладение. Огромными латифундиями обладали Шереметевы (Грайворонский район), а также Голицыны (Новооскольский район), Трубецкие, Вяземские, Юсуповы и Раевские (Губкинский городской округ). На их землях крестьяне выращивали хлеб, добывали мел, работали на маслобойных предприятиях.
В 1869 году через территорию области прокладывают первую Курско-Харьково-Азовскую железную дорогу.

## Революция и гражданская война
До 1918 года территория современной Белгородской области входила в состав Воронежской и Курской губерний. После подписания Брестского мира, с апреля 1918 (де-факто с мая 1918) по январь 1919 года (де-факто — по декабрь 1918) бо́льшая часть Белгородской области была оккупирована кайзеровскими войсками и стала составной частью Украинской Державы гетмана П. П. Скоропадского, входя в Харьковскую губернию. В течение полутора месяцев после отречения кайзера Германии, в связи с аннулированием Брестского мирного договора и выводом германских оккупационных войск, территория Белгородской области была возвращена в состав РСФСР и занята РККА.
В июне — начале июля 1919 года вся территория Белгородской области была занята Добровольческой армией Владимира Май-Маевского (Белгород — 22-23 июня) и вошла в состав Юга России, в Харьковскую область ВСЮР, образованную 25 июня. В декабре 1919 года Первая конная армия С. Будённого установила на территории Белгородской области советскую власть (в Белгороде — 7 декабря).
В 1930-е годы в Белгородской области была проведена коллективизация. В 1930-х годах были репрессированы 40 000 жителей Белгородчины, из которых 15 000 были казнены.

## Великая Отечественная война

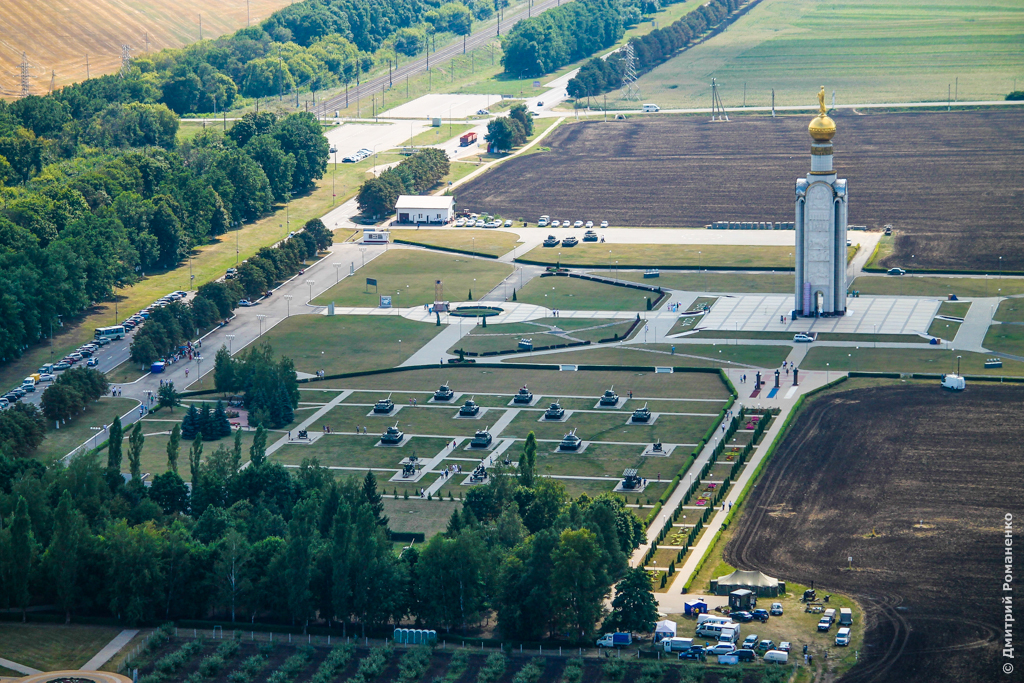
Звонница в музее-заповеднике «Прохоровское поле»

В октябре-середине ноября 1941 года нынешняя Белгородская область была частично, а в июле 1942 года полностью захвачена немецкими войсками. В январе-феврале 1943 была частично освобождена.
14 марта 1943 года немцы заняли Борисовку. К 18 марта немецкие танки Pz IV и «Тигры» группы Пайпера подошли к Белгороду. Утром в пригородах уже была боевая группа Вислицени из полка «Дойчланд». В 11 часов 35 минут началась «зачистка» города, завершившаяся к вечеру. Белгород стал последним крупным советским городом, захваченным немцами в ходе Третьего Харьковского сражения.
12 июля 1943 года здесь произошло знаменитое Прохоровское танковое сражение в ходе оборонительной фазы Курской битвы. В память о нём в 40 км от южного фаса Огненной дуги на Третьем ратном поле России, Прохоровском, воздвигнут Памятник Победы — Звонница, а в самом посёлке на народные пожертвования сооружён Храм святых апостолов Петра и Павла. Эти и ряд других объектов объединены в Государственный военно-исторический музей-заповедник «Прохоровское поле»
Полностью область была освобождена в августе 1943 года.
Во время ВОВ на территории нынешней области располагались 408 военных госпиталей.

## 1950-е — 1980-е
В своих нынешних административно-территориальных границах Белгородская область образована указом Президиума Верховного Совета СССР от 6 января 1954 года. В состав области были включены: из Курской области — города Белгород и Старый Оскол, Белгородский, Беленихинский, Боброво-Дворский, Больше-Троицкий, Борисовский, Великомихайловский, Волоконовский, Грайворонский, Ивнянский, Корочанский, Краснояружский, Микояновский, Ново-Оскольский, Прохоровский, Ракитянский, Саженский, Скороднянский, Старо-Оскольский, Томаровский, Уразовский, Чернянский и Шебекинский районы; из Воронежской области — Алексеевский, Будёновский, Валуйский, Вейделевский, Ладомировский, Никитовский, Ровеньской, Уколовский и Шаталовский районы.
В 1986 году город Белгородская область подверглась действию радиации из-за аварии на Чернобыльской АЭС (ЧАЭС). (С 21 октября 2015 года изменился действующий Перечень населённых пунктов, находящихся в границах зон радиоактивного загрязнения вследствие катастрофы на Чернобыльской АЭС).

## После 1991 года
C 1993 года по 2020 год Белгородскую область возглавлял Евгений Савченко, известный своей крайне консервативной позицией. В числе его громких указов — попытка отменить день святого Валентина в 2010 году.
В 2011 году на хуторе Крапивенские Дворы в Яковлевском районе Белгородской области появилась первая в России экспериментальная солнечная электростанция.

### После 24 февраля 2022 года
2022 год — Массовое убийство на полигоне в Белгородской области.
- Обстрелы города Шебекино начались в октябре 2022 года.
- Взрыв в Белгороде 20 апреля 2023 года

В 2023 году начатая с Украиной война перекинулась в Белгородскую область. В мае — июне область подвергается массированным обстрелам, в частности Шебекинский округ. 22 мая 2023 года в Белгородской области начались боевые действия, в тот же день был введён режим контртеррористической операции. «Российский добровольческий корпус» и Легион «Свобода России» сообщают о совершении рейдов в область и о захвате пленных. Власти растеряны и действуют несогласованно.
- Рейд в Белгородскую область (май 2023)
- Рейд в Белгородскую область (июнь 2023)
- Обстрел Белгорода 3 июля 2022 года
- Обстрел Белгорода 30 декабря 2023 года
- Обстрел Белгорода 15 февраля 2024 года
- Уничтожение Ил-76 в Белгородской области
- Рейд в Белгородскую и Курскую области (март 2024)
- Обрушение подъезда в Белгороде 12 мая 2024 года

Для школ и детских садов власти закупили бронеплёнку для окон. Медикам выдали каски и бронежилеты. Остановки общественного транспорта в Белгороде огораживают фундаментными блоками и мешками с песком.